# Cazorla (Gerichtsbezirk)
Der Gerichtsbezirk Cazorla ist einer der zehn Gerichtsbezirke in der Provinz Jaén.
Der Bezirk umfasst 10 Gemeinden auf einer Fläche von 1.376,18 km² mit dem Hauptquartier in Cazorla.

## Gemeinden
| Gemeinde               | Einwohner (2024) | Fläche km² | Dichte Einw./km² | Cod INE | Postleitzahl        |
| ---------------------- | ---------------- | ---------- | ---------------- | ------- | ------------------- |
| Cazorla                | 7.012            | 305,40     | 23               | 23028   | 23470               |
| Chilluévar             | 1.322            | 38,78      | 34               | 23030   | 23477               |
| Hinojares              | 343              | 40,04      | 9                | 23042   | 23486               |
| Huesa                  | 2.419            | 138,43     | 17               | 23045   | 23487               |
| La Iruela              | 1.867            | 123,97     | 15               | 23047   | 23476               |
| Larva                  | 436              | 41,76      | 10               | 23054   | 23591               |
| Peal de Becerro        | 5.276            | 147,36     | 36               | 23066   | 23460, 23468, 23485 |
| Pozo Alcón             | 4.550            | 138,61     | 33               | 23070   | 23485, 23486        |
| Quesada                | 4.952            | 328,35     | 15               | 23073   | 23480               |
| Santo Tomé             | 2.077            | 73,48      | 28               | 23080   | 23311               |
| Gerichtsbezirk Cazorla | 30.254           | 1.376,18   | 22               | –       | –                   |